# Кандель, Ефим Александрович
Еф́им Алекс́андрович Ќандель (27 декабря 1911, Екатеринбург, Пермская губерния — 3 декабря 1982, Нижний Тагил, Свердловская область) — советский инженер и хозяйственный деятель. Известен как директор Качканарского ГОКа в период его запуска в эксплуатацию с 1962 по 1969 год. Отец известного баскетболиста Александра Канделя.

## Биография
Родился 27 декабря 1911 года в Екатеринбурге. Отец Ефима служил приказчиком в магазине готового платья, по другим данным глава семейства был инженером. В 1922 году семья переехала в Одессу, где в 1927 году Ефим окончил семилетнюю трудовую школу, а в 1931 году Одесский энергетический техникум. Сразу после окончания техникума по распределению ВСНХ отправился на работу на Урал.
С апреля по сентябрь 1931 года работал техником на строительстве Челябинской ГРЭС-2. В сентябре 1931 года строительство электростанции было приостановлено, что повлияло на переезд Канделя в Нижний Тагил, где он устроился на работу в Высокогорское рудоуправление. Здесь он начал работу в должности электрика отдела капитального строительства, затем работал помощником заведующего электроцехом и электриком рудника. В 1934—1954 годах занимал должность главного энергетика рудоуправления. Без отрыва от производства заочно окончил Свердловский горный институт, в 1943 году окончил вечернее отделение эвакуированного в Нижний Тагил Криворожского горнорудного института. В период работы в рудоуправлении 31 августа 1938 года Кандель был арестован по обвинению в подрывной деятельности и участии в контрреволюционной организации. Следствие, в ходе которого Кандель свою вину категорически отрицал, длилось до 21 марта 1940 года, когда обвиняемый был полностью оправдан, а обстоятельства дела были признаны сфабрикованными.
30 сентября 1963 года в прекрасный тёплый день стояло по-настоящему «бабье лето». Государственная комиссия по приёмке в эксплуатацию первой очереди Качканарского горно-обогатительного комбината, после трёх дней предварительной работы, без каких-либо нареканий и разногласий подписала акт о вводе комбината в эксплуатацию. В перечне недоделок, приложенном к акту, было указано, что корпус крупного дробления, пульпонасосная станция №1 и ТЭЦ находятся в нерабочем состоянии и будут вводиться в строй действующих позднее.
С июня 1954 до апреля 1957 года Кандель работал главным инженером Соколовско-Сарбайского горно-обогатительного производственного объединения. В 1957 году вернулся на Урал, где работал управляющим Высокогорского рудоуправления, начальником отдела капитального строительства Нижнетагильского металлургического комбината, а с января 1959 года руководил трестом «Свердловскшахтострой».
В августе 1962 года на заседании бюро обкома КПСС Кандель, прошедший хорошую инженерную школу на предыдущих должностях, был назначен директором строящегося Качканарского ГОКа, заменив на этом посту Н. С. Ефремовцева и официально вступив в должность 6 сентября того же года. Основной задачей Канделя стала достройка промышленных объектов для запуска комбината в эксплуатацию и достижение проектных показателей по добыче и переработке руды, а также выпуску агломерата. Канделя называли одним из наиболее демократичных руководителей комбината, но в то же время обладающего смелостью в принятии решений. Приняв руководство комбинатом за год до ввода в эксплуатацию, он смог организовать коллектив для выполнения поставленных задач и уложиться в плановые сроки запуска. 17 мая 1969 года Кандель покинул пост директора Качканарского ГОКа. По одной из версий, причиной его увольнения стали конфликты с ведомственным руководством.
В свободное время Ефим Александрович занимался краеведческой деятельностью, интересовался историей развития уральской горной промышленности, публиковал статьи в местных изданиях, в том числе «Уральском рабочем». Собрал коллекцию фотоснимков паровых экскаваторов, исторически эксплуатировавшихся на уральских предприятиях.
Скончался 3 декабря 1982 года. Похоронен на Центральном кладбище Нижнего Тагила.

## Награды
- Орден Трудового Красного Знамени (трижды)
- Орден «Знак Почёта» (1964)[4]
- Медаль «За трудовую доблесть»
- Медаль «За трудовое отличие»
- Медаль «За доблестный труд в Великой Отечественной войне 1941—1945 гг.»

## Семья
Ефим Александрович был женат на Любови Александровне. В семье воспитывались дети Алла, Александр, Элеонора.

## Память
Один из магазинов, расположенный на 7-м микрорайоне Качканара и построенный в период руководства комбинатом Ефима Александровича, получил народное название «Канделевский».